# Statenville
Statenville är administrativ huvudort i Echols County i Georgia. Orten hette ursprungligen Troublesome men ändrade namn till Statenville för att hedra en ortsbo, James W. Staten. År 1995 förlorade Statenville sin status som kommun i och med att det förordades att en kommun i Georgia måste tillförse invånarna med minst tre kommunala tjänster. Kommunens namn hade år 1859 i misstag registrerats som "Statesville". På kartor har ortnamnet trots detta stavats "Statenville".